# Šarochův mlýn
Šarochův mlýn v Lásenicích v okrese Jindřichův Hradec je vodní mlýn, který stojí na řece Nežárka. Od roku 1991 je chráněn jako nemovitá kulturní památka České republiky.

## Historie
Mlýn má pravděpodobně středověký původ, v jeho obytné části se dochoval gotický portál vstupu ze dvora. Povalový strop síně je datován rokem 1822.

## Popis
Voda na vodní kolo vedla náhonem od jezu. Původně byly mlýn a pila poháněny čtyřmi vodními koly na spodní vodu; tato kola zanikla. Ve mlýně se dochovala pila a výroba elektrické energie. Dvě Francisovy turbíny po 22 kW (rok výroby 1919 a 1926) o hltnosti 1730 l/s mají každá asynchronní generátor 0,4 kV (MEZ Frenštát). Opět byly zprovozněny roku 1996.